# Сітно (Нижньосілезьке воєводство)
Сітно (пол. Sitno, нім. Neudorf bei Steinau an der Oder) — село в Польщі, у гміні Шцинава Любінського повіту Нижньосілезького воєводства.
Населення — 83 особи (2011).
У 1975-1998 роках село належало до Легницького воєводства.

## Демографія
Демографічна структура станом на 31 березня 2011 року:
|          | Загалом | Допрацездатний вік | Працездатний вік | Постпрацездатний вік |
| -------- | ------- | ------------------ | ---------------- | -------------------- |
| Чоловіки | 46      | 7                  | 36               | 3                    |
| Жінки    | 37      | 7                  | 22               | 8                    |
| Разом    | 83      | 14                 | 58               | 11                   |